# 6 août aux Jeux olympiques d'été de 2020
Navigation
Juillet :
- 21
- 22
- 23
- 24
- 25
- 26
- 27
- 28
- 29
- 30
- 31

Août : 
- 1er
- 2
- 3
- 4
- 5
- 6
- 7
- 8

Le vendredi 6 août aux Jeux olympiques d'été de 2020 est le dix-septième jour de compétition.

## Programme
| Heure UTC+09:00 (Japon)                       |               |
| bleu                                          | Cérémonie     |
| neutre                                        | Épreuve       |
| or                                            | Finale        |
| orange                                        | Petite finale |
| rose                                          | Reporté       |
| gris                                          | Annulé        |
| Compétition masculine                         | Hommes        |
| Compétition féminine                          | Femmes        |
| Compétition mixte (hommes et femmes mélangés) | Mixte         |
| Compétition en couple (1 homme et 1 femme)    | Couple        |
| modifier                                      |               |

| Horaire | Discipline Spécialité | Discipline Spécialité                              | Discipline Spécialité                         | Phase                     | Résultats                                                                         | Références |
| ------- | --------------------- | -------------------------------------------------- | --------------------------------------------- | ------------------------- | --------------------------------------------------------------------------------- | ---------- |
| 5 h 30  |                       | Athlétisme 50 km marche                            | Compétition hommes                            | Finale                    | Dawid Tomala · Jonathan Hilbert · Evan Dunfee                                     |            |
| 7 h 30  |                       | Golf Compétition féminine (Tour 3)                 | Compétition femmes                            | Tour de compétition       | -                                                                                 | -          |
| 9 h 30  |                       | Canoë-kayak (course en ligne) C2 500 m             | Compétition femmes                            | Séries                    | -                                                                                 | -          |
| 9 h 30  |                       | Canoë-kayak (course en ligne) C1 1 000 m           | Compétition hommes                            | Séries                    | -                                                                                 | -          |
| 9 h 30  |                       | Canoë-kayak (course en ligne) K4 500 m             | Compétition femmes                            | Séries                    | -                                                                                 | -          |
| 9 h 30  |                       | Canoë-kayak (course en ligne) K4 500 m             | Compétition hommes                            | Séries                    | -                                                                                 | -          |
| 9 h 30  |                       | Canoë-kayak (course en ligne) C2 500 m             | Compétition femmes                            | Demi-finale               | -                                                                                 | -          |
| 9 h 30  |                       | Canoë-kayak (course en ligne) C1 1 000 m           | Compétition hommes                            | Demi-finale               | -                                                                                 | -          |
| 10 h    |                       | Beach-volley Tournoi féminin                       | Compétition femmes                            | Petite finale             | Graudiņa / Kravčenoka 0-2 Heidrich / Vergé-Dépré                                  |            |
| 11 h 30 |                       | Beach-volley Tournoi féminin                       | Compétition femmes                            | Finale                    | Artacho del Solar / Clancy 0-2 Klineman / Ross                                    |            |
| 10 h    |                       | Karaté Kata                                        | Compétition hommes                            | Tour préliminaire         | -                                                                                 | -          |
| 10 h    |                       | Karaté Kata                                        | Compétition hommes                            | Tour de classement        | -                                                                                 | -          |
| 10 h    |                       | Karaté Kumite - Poids moyens (moins de 61 kg)      | Compétition femmes                            | Tour préliminaire         | -                                                                                 | -          |
| 10 h 20 |                       | Gymnastique rythmique Concours individuel          | Compétition femmes                            | Qualifications            | -                                                                                 | -          |
| 10 h 30 |                       | Hockey sur gazon Tournoi féminin                   | Compétition femmes                            | Petite finale             | Grande-Bretagne 4-3 Inde                                                          |            |
| 11 h    |                       | Lutte Libre - Moins de 74 kg                       | Compétition hommes                            | Repêchages                | -                                                                                 | -          |
| 11 h    |                       | Lutte Libre - Moins de 53 kg                       | Compétition femmes                            | Repêchages                | -                                                                                 | -          |
| 11 h    |                       | Lutte Libre - Moins de 125 kg                      | Compétition hommes                            | Repêchages                | -                                                                                 | -          |
| 11 h    |                       | Lutte Libre - Moins de 65 kg                       | Compétition hommes                            | 8e de finale              | -                                                                                 | -          |
| 11 h    |                       | Lutte Libre - Moins de 50 kg                       | Compétition femmes                            | 8e de finale              | -                                                                                 | -          |
| 11 h    |                       | Lutte Libre - Moins de 97 kg                       | Compétition hommes                            | 8e de finale              | -                                                                                 | -          |
| 11 h    |                       | Lutte Libre - Moins de 65 kg                       | Compétition hommes                            | Quart de finale           | -                                                                                 | -          |
| 11 h    |                       | Lutte Libre - Moins de 50 kg                       | Compétition femmes                            | 8e de finale              | -                                                                                 | -          |
| 11 h    |                       | Lutte Libre - Moins de 97 kg                       | Compétition hommes                            | 8e de finale              | -                                                                                 | -          |
| 11 h    |                       | Tennis de table Par équipes                        | Compétition hommes                            | Petite finale             | Corée du Sud 1-3 Japon                                                            |            |
| 13 h    |                       | Volley-ball Tournoi féminin                        | Compétition femmes                            | Demi-finale               | Serbie 0-3 États-Unis                                                             |            |
| 13 h 40 |                       | Basket-ball Tournoi féminin                        | Compétition femmes                            | Demi-finale               | États-Unis 79-59 Serbie                                                           |            |
| 14 h    |                       | Boxe Poids moyens (moins de 75 kg)                 | Compétition femmes                            | Demi-finale               | -                                                                                 | -          |
| 14 h    |                       | Boxe Poids légers (moins de 63 kg)                 | Compétition hommes                            | Demi-finale               | -                                                                                 | -          |
| 14 h    |                       | Boxe Poids lourds (moins de 91 kg)                 | Compétition hommes                            | Finale                    | Muslim Gadzhimagomedov · Julio la Cruz · David Nyika / Abner Teixeira             |            |
| 14 h    |                       | Water-polo Tournoi masculin                        | Compétition hommes                            | Demi-finales 5e/8e places | Monténégro 10-12 Croatie                                                          |            |
| 14 h 30 |                       | Pentathlon moderne Individuel                      | Compétition femmes                            | Finale                    | Kate French · Laura Asadauskaitė · Sarolta Kovács                                 |            |
| 14 h 50 |                       | Gymnastique rythmique Concours individuel          | Compétition femmes                            | Qualifications            | -                                                                                 | -          |
| 15 h    |                       | Plongeon Haut-vol à 10 mètres                      | Compétition hommes                            | Tour préliminaire         | -                                                                                 | -          |
| 15 h 30 |                       | Cyclisme sur piste Vitesse individuelle            | Compétition femmes                            | Qualifications            | -                                                                                 | -          |
| 15 h 30 |                       | Cyclisme sur piste Vitesse individuelle            | Compétition hommes                            | Demi-finale               | -                                                                                 | -          |
| 15 h 30 |                       | Cyclisme sur piste Vitesse individuelle            | Compétition femmes                            | 32e de finale             | -                                                                                 | -          |
| 15 h 30 |                       | Cyclisme sur piste Vitesse individuelle            | Compétition femmes                            | Repêchages                | -                                                                                 | -          |
| 15 h 30 |                       | Cyclisme sur piste Course à l'américaine           | Compétition femmes                            | Finale                    | Grande-Bretagne · Danemark · ROC                                                  |            |
| 15 h 30 |                       | Cyclisme sur piste Vitesse individuelle            | Compétition hommes                            | Finale                    | Harrie Lavreysen · Jeffrey Hoogland · Jack Carlin                                 |            |
| 15 h 30 |                       | Cyclisme sur piste Vitesse individuelle            | Compétition femmes                            | 16e de finale             | -                                                                                 | -          |
| 15 h 30 |                       | Water-polo Tournoi masculin                        | Compétition hommes                            | Demi-finales 5e/8e places | Grèce 9-6 Hongrie                                                                 |            |
| 16 h 30 |                       | Athlétisme 20 km marche                            | Compétition femmes                            | Finale                    | Antonella Palmisano · Sandra Arenas · Liu Hong                                    |            |
| 17 h    |                       | Handball Tournoi féminin                           | Compétition femmes                            | Demi-finale               | France 29-27 Suède                                                                |            |
| 17 h    |                       | Karaté Kumite - Poids lourds (moins de 75 kg)      | Compétition hommes                            | Tour préliminaire         | -                                                                                 | -          |
| 17 h    |                       | Karaté Kumite - Poids moyens (moins de 75 kg)      | Compétition hommes                            | Tour préliminaire         | -                                                                                 | -          |
| 17 h    |                       | Karaté Kata                                        | Compétition hommes                            | Finale                    | Ryo Kiyuna · Damián Quintero · Ali Sofuoğlu / Ariel Torres                        |            |
| 17 h    |                       | Karaté Kumite - Poids moyens (moins de 61 kg)      | Compétition femmes                            | Demi-finale               | -                                                                                 | -          |
| 17 h    |                       | Karaté Kumite - Poids moyens (moins de 75 kg)      | Compétition hommes                            | Demi-finale               | -                                                                                 | -          |
| 17 h    |                       | Karaté Kumite - Poids moyens (moins de 61 kg)      | Compétition femmes                            | Finale                    | Jovana Preković · Yin Xiaoyan · Giana Farouk / Merve Çoban                        |            |
| 17 h    |                       | Karaté Kumite - Poids moyens (moins de 75 kg)      | Compétition hommes                            | Finale                    | Luigi Busà · Rafael Ağayev · Gábor Hárspataki / Stanislav Horuna                  |            |
| 17 h 30 |                       | Escalade Combiné                                   | Compétition femmes                            | Finale                    | Janja Garnbret · Miho Nonaka · Akiyo Noguchi                                      |            |
| 18 h    |                       | Football Tournoi masculin                          | Compétition hommes                            | Petite finale             | Mexique 3-1 Japon                                                                 |            |
| 18 h 15 |                       | Lutte Libre - Moins de 65 kg                       | Compétition hommes                            | Demi-finale               | -                                                                                 | -          |
| 18 h 15 |                       | Lutte Libre - Moins de 97 kg                       | Compétition hommes                            | Demi-finale               | -                                                                                 | -          |
| 18 h 15 |                       | Lutte Libre - Moins de 50 kg                       | Compétition femmes                            | Demi-finale               | -                                                                                 | -          |
| 18 h 15 |                       | Lutte Libre - Moins de 74 kg                       | Compétition hommes                            | Finale                    | Zaurbek Sidakov · Mahamedkhabib Kadzimahamedau · Bekzod Abdurakhmonov / Kyle Dake |            |
| 18 h 15 |                       | Lutte Libre - Moins de 125 kg                      | Compétition hommes                            | Finale                    | Gable Steveson · Geno Petriashvili · Taha Akgül / Amir Hossein Zare               |            |
| 18 h 15 |                       | Lutte Libre - Moins de 53 kg                       | Compétition femmes                            | Finale                    | Mayu Mukaida · Pang Qianyu · Bat-Ochiryn Bolortuyaa / Vanesa Kaladzinskaya        |            |
| 18 h 20 |                       | Water-polo Tournoi masculin                        | Compétition hommes                            | Demi-finales 5e/8e places | Italie 6-7 États-Unis                                                             |            |
| 19 h    |                       | Équitation Saut d'obstacles par équipes            | Compétition mixte (hommes et femmes ensemble) | Qualifications            | -                                                                                 | -          |
| 19 h    |                       | Hockey sur gazon Tournoi féminin                   | Compétition femmes                            | Finale                    | Pays-Bas 3-1 Argentine                                                            |            |
| 19 h 30 |                       | Natation synchronisée Ballet (programme technique) | Compétition femmes                            | Tour de compétition       | -                                                                                 | -          |
| 19 h 30 |                       | Tennis de table Par équipes                        | Compétition hommes                            | Finale                    | Chine 3-0 Allemagne                                                               |            |
| 19 h 50 |                       | Athlétisme Relais 4 × 400 m                        | Compétition hommes                            | Séries                    | -                                                                                 | -          |
| 19 h 50 |                       | Athlétisme Lancer du javelot                       | Compétition femmes                            | Finale                    | Liu Shiying · Maria Andrejczyk · Kelsey-Lee Barber                                |            |
| 19 h 50 |                       | Athlétisme 5 000 m                                 | Compétition hommes                            | Finale                    | Joshua Cheptegei · Mohammed Ahmed · Paul Chelimo                                  |            |
| 19 h 50 |                       | Athlétisme 400 m                                   | Compétition femmes                            | Finale                    | Shaunae Miller-Uibo · Marileidy Paulino · Allyson Felix                           |            |
| 19 h 50 |                       | Athlétisme 1 500 m                                 | Compétition femmes                            | Finale                    | Faith Kipyegon · Laura Muir · Sifan Hassan                                        |            |
| 19 h 50 |                       | Athlétisme Relais 4 × 100 m                        | Compétition femmes                            | Finale                    | Jamaïque · États-Unis · Grande-Bretagne                                           |            |
| 19 h 50 |                       | Athlétisme Relais 4 × 100 m                        | Compétition hommes                            | Finale                    | Italie · Grande-Bretagne · Canada                                                 |            |
| 19 h 50 |                       | Water-polo Tournoi masculin                        | Compétition hommes                            | Demi-finale               | Serbie 10-9 Espagne                                                               |            |
| 20 h    |                       | Basket-ball Tournoi féminin                        | Compétition femmes                            | Demi-finale               | Japon 87-71 France                                                                |            |
| 21 h    |                       | Handball Tournoi féminin                           | Compétition femmes                            | Demi-finale               | Norvège 26-27 Russie                                                              |            |
| 21 h    |                       | Volley-ball Tournoi féminin                        | Compétition femmes                            | Demi-finale               | Brésil 3-0 Corée du Sud                                                           |            |
| 21 h    |                       | Football Tournoi féminin                           | Compétition femmes                            | Finale                    | Suède 1(2)-1(3) Canada                                                            |            |

## Tableaux des médailles
| Rang  | Nation                 | Or | Argent | Bronze | Total |
| ----- | ---------------------- | -- | ------ | ------ | ----- |
| 1     | Italie                 | 3  | 0      | 0      | 3     |
| 2     | Grande-Bretagne        | 2  | 2      | 3      | 7     |
| 3     | Chine                  | 2  | 1      | 1      | 5     |
| 4     | États-Unis             | 2  | 1      | 3      | 6     |
| 5     | Japon                  | 2  | 1      | 2      | 5     |
| 6     | Pays-Bas               | 2  | 0      | 1      | 4     |
| 7     | ROC                    | 2  | 0      | 1      | 3     |
| 8     | Kenya                  | 2  | 0      | 0      | 2     |
| 9     | Canada                 | 1  | 1      | 2      | 4     |
| 10    | Pologne                | 1  | 1      | 0      | 2     |
| 11    | Bahamas                | 1  | 0      | 0      | 1     |
| 11    | Jamaïque               | 1  | 0      | 0      | 1     |
| 11    | Serbie                 | 1  | 0      | 0      | 1     |
| 11    | Slovénie               | 1  | 0      | 0      | 1     |
| 15    | Allemagne              | 0  | 2      | 0      | 2     |
| 15    | Lituanie               | 0  | 2      | 0      | 2     |
| 17    | Australie              | 0  | 1      | 1      | 2     |
| 17    | Biélorussie            | 0  | 1      | 1      | 2     |
| 19    | Argentine              | 0  | 1      | 0      | 1     |
| 19    | Azerbaïdjan            | 0  | 1      | 0      | 1     |
| 19    | Cuba                   | 0  | 1      | 0      | 1     |
| 19    | Danemark               | 0  | 1      | 0      | 1     |
| 19    | Espagne                | 0  | 1      | 0      | 1     |
| 19    | Géorgie                | 0  | 1      | 0      | 1     |
| 19    | République dominicaine | 0  | 1      | 0      | 1     |
| 19    | Suède                  | 0  | 1      | 0      | 1     |
| 27    | Turquie                | 0  | 0      | 3      | 3     |
| 28    | Hongrie                | 0  | 0      | 2      | 2     |
| 29    | Brésil                 | 0  | 0      | 1      | 1     |
| 29    | Égypte                 | 0  | 0      | 1      | 1     |
| 29    | Iran                   | 0  | 0      | 1      | 1     |
| 29    | Mexique                | 0  | 0      | 1      | 1     |
| 29    | Mongolie               | 0  | 0      | 1      | 1     |
| 29    | Nouvelle-Zélande       | 0  | 0      | 1      | 1     |
| 29    | Ouzbékistan            | 0  | 0      | 1      | 1     |
| 29    | Suisse                 | 0  | 0      | 1      | 1     |
| 29    | Ukraine                | 0  | 0      | 1      | 1     |
| Total | Total                  | 23 | 23     | 29     | 75    |

| Rang  | Nation | Or | Argent | Bronze | Total |
| ----- | ------ | -- | ------ | ------ | ----- |
| 1     |        |    |        |        |       |
| 2     |        |    |        |        |       |
| 3     |        |    |        |        |       |
| 4     |        |    |        |        |       |
| 5     |        |    |        |        |       |
| Total |        |    |        |        |       |